# 紐菲爾德 (紐約州)
紐菲爾德（英語：Newfield）是一個位於美國紐約州湯普金斯縣的鎮。

## 人口
根據2020年美國人口普查的數據，紐菲爾德的面積為152.73平方千米，當中陸地面積為152.40平方千米，而水域面積為0.33平方千米。當地共有人口5184人，而人口密度為每平方千米34人。